# Estroma (micologia)

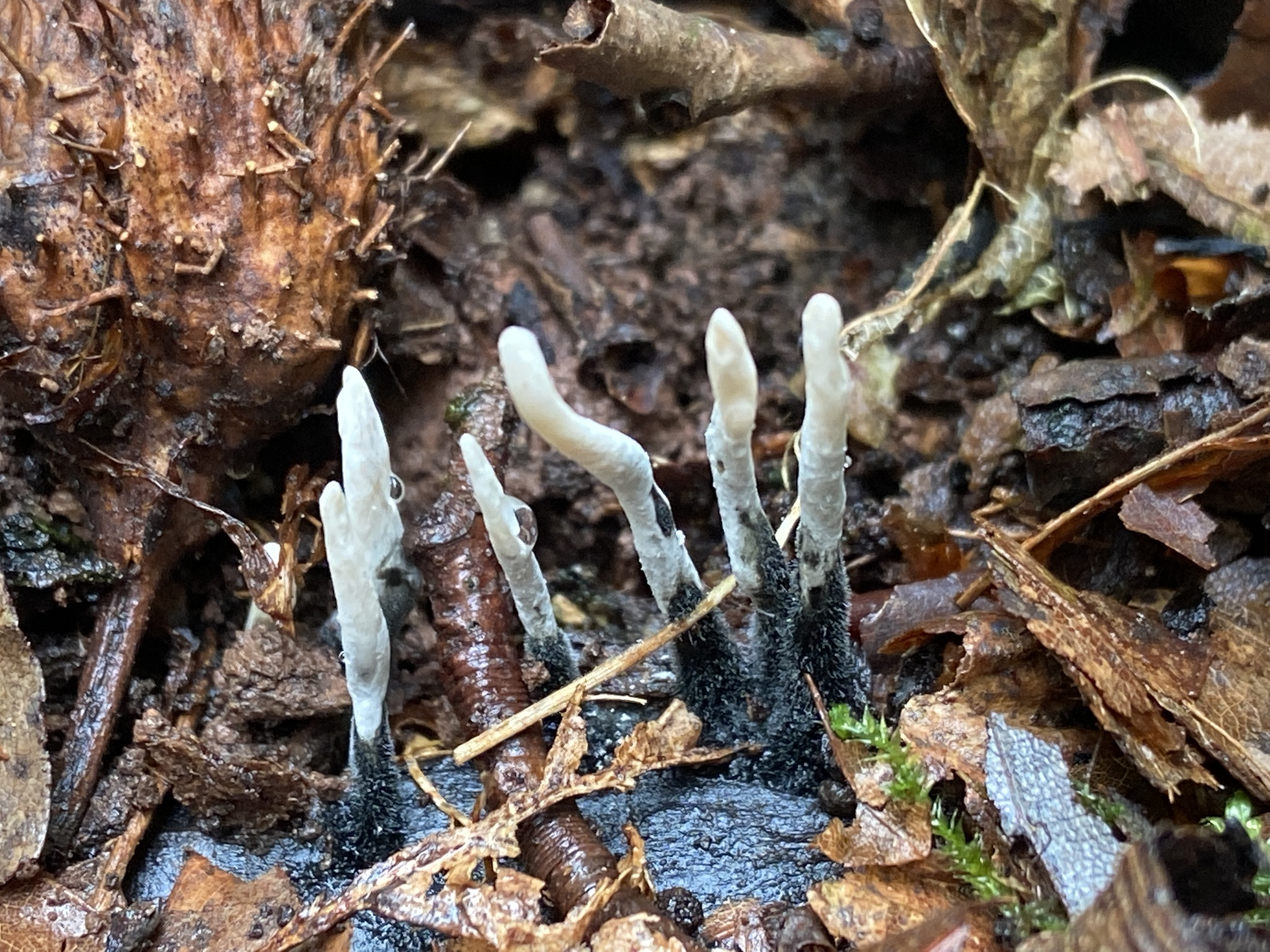
Estromes de Xylaria hypoxylon coberts de conidis de color blanc.

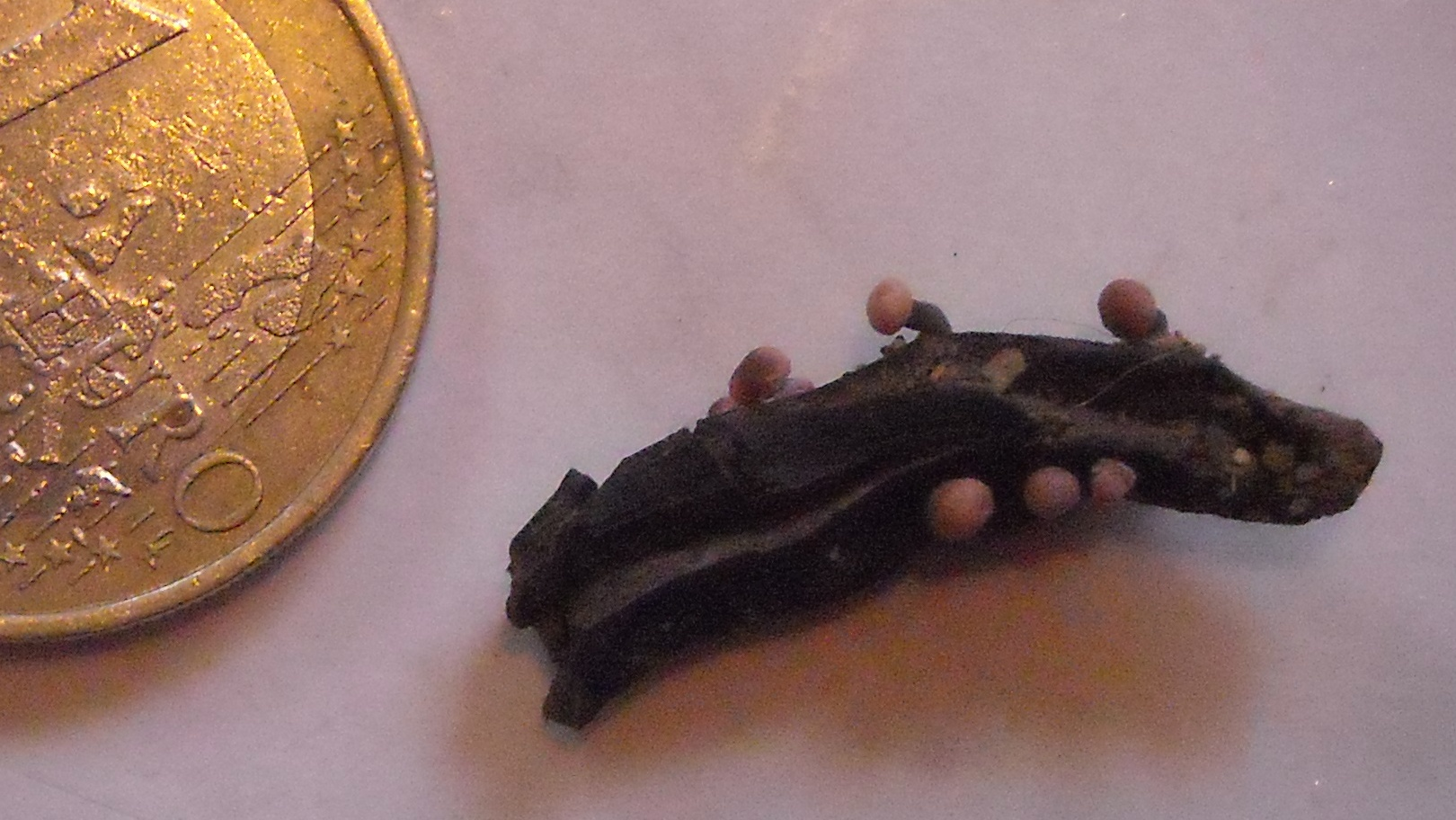
Diversos estromes peritecials de Claviceps purpurea sortint d'un escleroci.

Un estroma és una estructura present en alguns fongs ascomicots formada d'hifes vegetatives però que conté a sobre o a dins estructures relacionades amb la reproducció asexual o sexual. Els estromes són pseudoparènquimes, és a dir, s'assemblen a un teixit però no ho són, ja que només consisteixen en moltes hifes agrupades per formar una massa de forma variable.
En certs casos, els estromes són estructures que porten a sobre o a dins conidiòfors que produeixen conidis i, per tant, en aquests casos s'estarien fent servir per reproducció asexual. Un exemple en podria ser Xylaria hypoxylon
En altres casos, els estromes, en aquests casos de vegades dits estromes peritecials, són estructures de suport dins de les quals es pot formar la fructificació vertadera del fong. En aquests casos, en diversos punts de l'estroma es generen ascogonis i anteridis que contactaran a través de la tricògina per generar hifes ascògenes dicariòtiques que formaran l'estructura reproductiva del fong, el periteci.
Tot i que un estroma pot semblar de vegades superficialment similar a un bolet, l'estroma no és un cos fructífer de veritat, sinó una estructura vegetativa de suport que conté a dins els cossos fructífers.